# Mount Abrams
Mount Abrams är ett berg i Antarktis som ligger i Västantarktis. Argentina, Chile och Storbritannien gör anspråk på området. Toppen på Mount Abrams är 1 198 meter över havet.
Terrängen runt Mount Abrams är lätt kuperad. Trakten är obefolkad. Det finns inga samhällen i närheten. 